# New Zealand (IACC NZL 32)

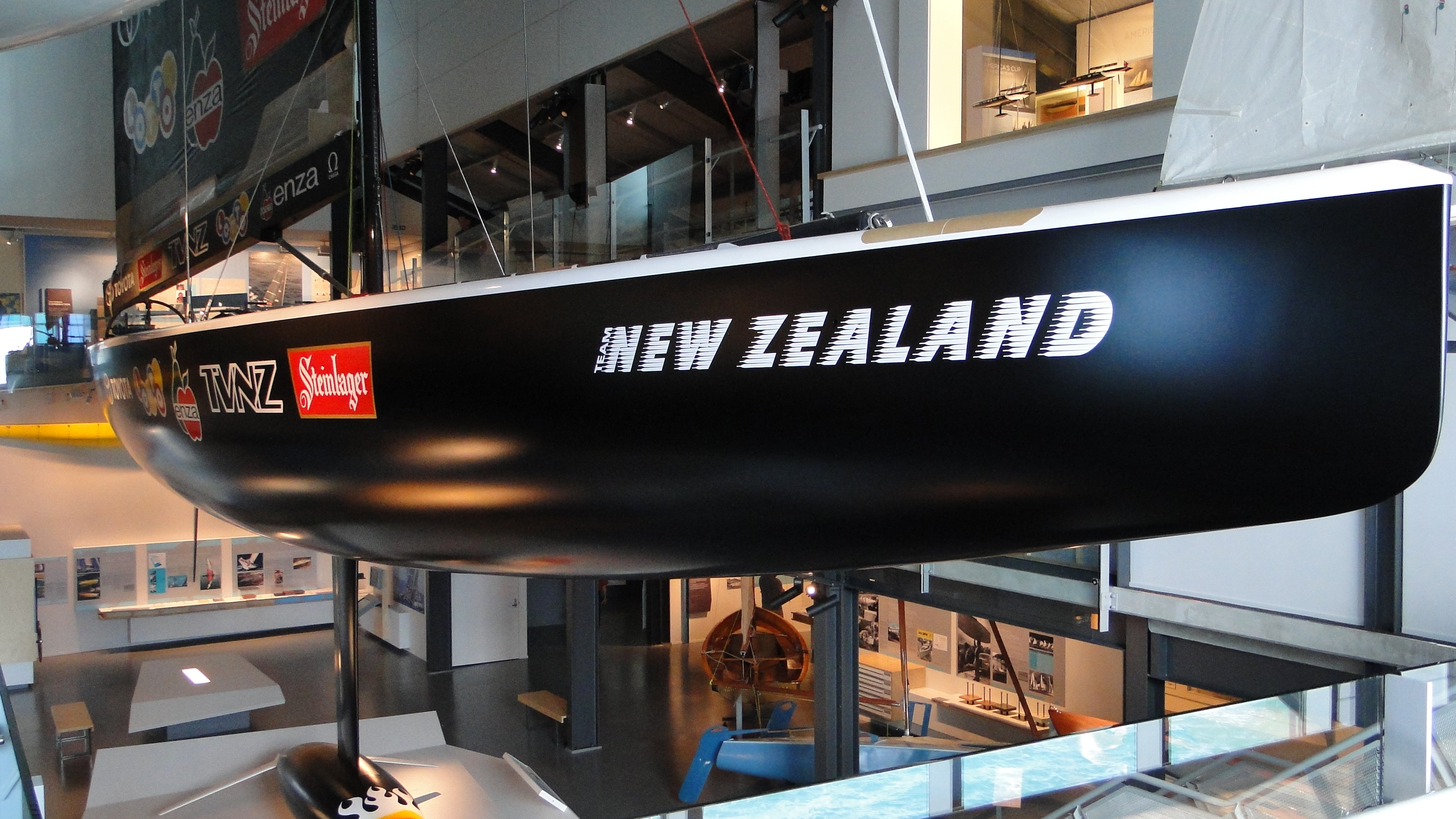
Black Magic utställd på museum i Auckland.

New Zealand eller Black Magic var en nyzeeländsk IACC-båt som deltog i America's Cup 1995 för Team New Zealand-syndikatet.